# 1779
Промислова революція •  Просвітництво • Глухівський період в історії Гетьманщини •  Російська імперія

## Геополітична ситуація
Османську імперію очолює султан Абдул-Гамід I (до 1789). Під владою османів перебувають Близький Схід та Єгипет, Середземноморське узбережжя Північної Африки, частина Закавказзя, значні території в Європі: Греція, Болгарія і Сербія. Васалами османів є Волощина та Молдова.
Священна Римська імперія охоплює, крім німецьких земель, Угорщину з Хорватією, Трансильванію, Богемію, північ Італії, Австрійські Нідерланди. Її імператор — Йосиф II (до 1790). Марія-Терезія має титул королеви Угорщини. Королем Пруссії є Фрідріх II (до 1786).
У Франції королює Людовик XVI (до 1792). Франція має колонії в Північній Америці та Індії. В Іспанії править Карл III (до 1788). Королівству Іспанія належать південь Італії, Нова Іспанія, Нова Гранада та Віцекоролівство Перу, Внутрішні провінції та Віцекоролівство Ріо-де-ла-Плата в Америці, Філіппіни. У Португалії королюють Марія I (до 1816) та Педру III (до 1786). Португалія має володіння в Бразилії, в Африці, в Індії, в Індійському океані й Індонезії.
На троні Великої Британії сидить Георг III (до 1820). Британія має колонії в Північній Америці, на Карибах та в Індії. У Північноамериканських колоніях Британії триває війна за незалежність. Тринадцять колоній утворили Сполучені Штати Америки.
Північ Нідерландів займає Республіка Об'єднаних провінцій. Вона має колонії в Північній Америці, Індонезії, на Формозі та на Цейлоні. Король Данії та Норвегії — Кристіан VII (до 1808), на шведському троні сидить Густав III (до 1792). На Апеннінському півострові незалежні Венеціанська республіка та Папська область. Король Речі Посполитої — Станіслав Август Понятовський (до 1795). У Російській імперії править Катерина II (до 1796).
Україну розділено між трьома державами. Королівство Галичини та Володимирії належить Австрії. По Дніпру проходить кордон між Річчю Посполитою та Російською імперією. Лівобережна частина розділена на Малоросійську, Новоросійську та Слобідсько-Українську губернії. Задунайська Січ існує під протекторатом Османської імперії. Незалежне Кримське ханство, якому підвладна Ногайська орда.
В Ірані править династія Зандів.
Значними державами Індостану є Імперія Великих Моголів, Імперія Маратха. Зростає могутність Британської Ост-Індійської компанії. У Китаї править Династія Цін. У Японії триває період Едо.

## Події

### В Україні
- Завершилося будівництво Тернопільського собору.

### У світі
- 11 січня британці зазнали поразки в Індії від маратхів у битві при Вадгаоні. Їм довелося повернути території, надбані після 1773.
- 14 лютого капітан Джеймс Кук загинув на Гаваях.
- 10 березня Російська імперія та Османська імперія уклали Айнали-Кавакську конвенцію стосовно статусу Криму та задунайських козаків.
- 13 березня помер фактичний правитель Ірану Карім Хан Занд.
- 13 травня підписано Тешенський договір, який завершив війну за баварську спадщину.
- 21 червня Іспанія оголосила війну Великій Британії.
- 20 липня Текле Гійоргіс I став негусом Ефіопії.
- 1 жовтня Тампере отримало статус міста.
- 29 грудня британці захопили у американців місто Саванна.

### Наука та культура
- Едвард Піготт відкрив Галактику Спляча Красуня.
- Етьєнн Безу опублікував «Théorie générale des équations algébriques», де виклав загальну теорію пониження степеня алгебраїчного рівняння.
- Семюел Кромптон вдосконалив механічну прялку «mule-jenny».
- В Австрії сконструйована пневматична гвинтівка Жирандоні.
- Орас Бенедикт де Соссюр почав друкувати «Подорожі в Альпи».
- Анна Барбо надрукувала «Уроки для дітей».

## Народились
див. також Категорія:Народились 1779
- 28 травня — Томас Мур, ірландський поет
- 20 серпня — Йєнс Якоб Берцеліус, шведський геолог і хімік

## Померли
- 7 грудня — патріарх Серафим II (Анін)

див. також Категорія:Померли 1779